# Musée de Santa Maria Novella
Le musée de Santa Maria Novella est situé dans l'ensemble conventuel de la basilique Santa Maria Novella à Florence, en Italie.
Il comporte les trois cloîtres monumentaux et des salles annexes (comme le réfectoire) devenues espace muséal.

## Les trois cloîtres
- Le Chiostro Verde construit après 1350 par Jacopo Talenti (it) avec les fresques en grisaille de l'Histoire de la Genèse, du Déluge, de l'Ivresse de Noé de Paolo Uccello a terra verde, qui lui donne son nom (XVe siècle).

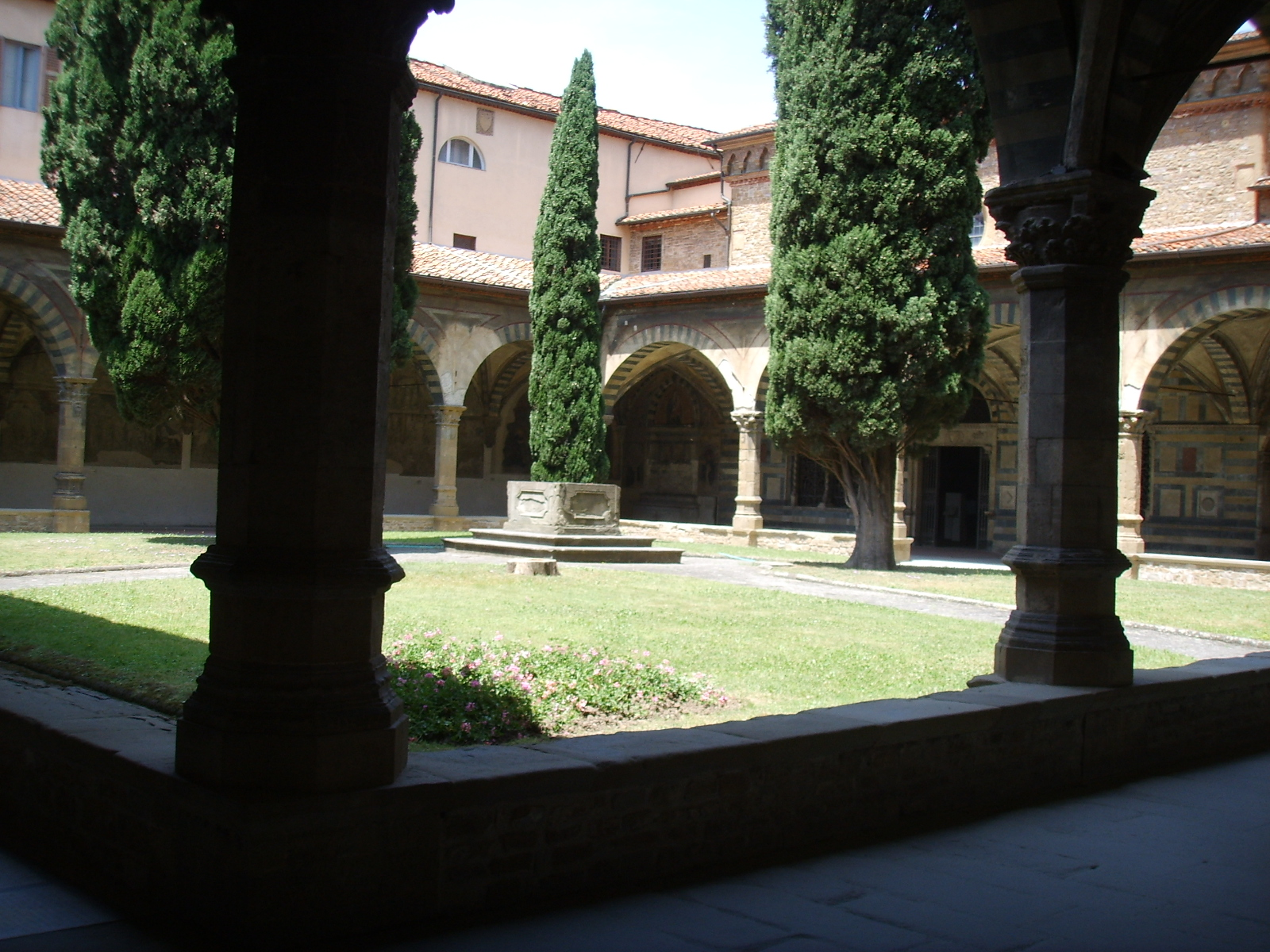
Le Chiostro Verde.
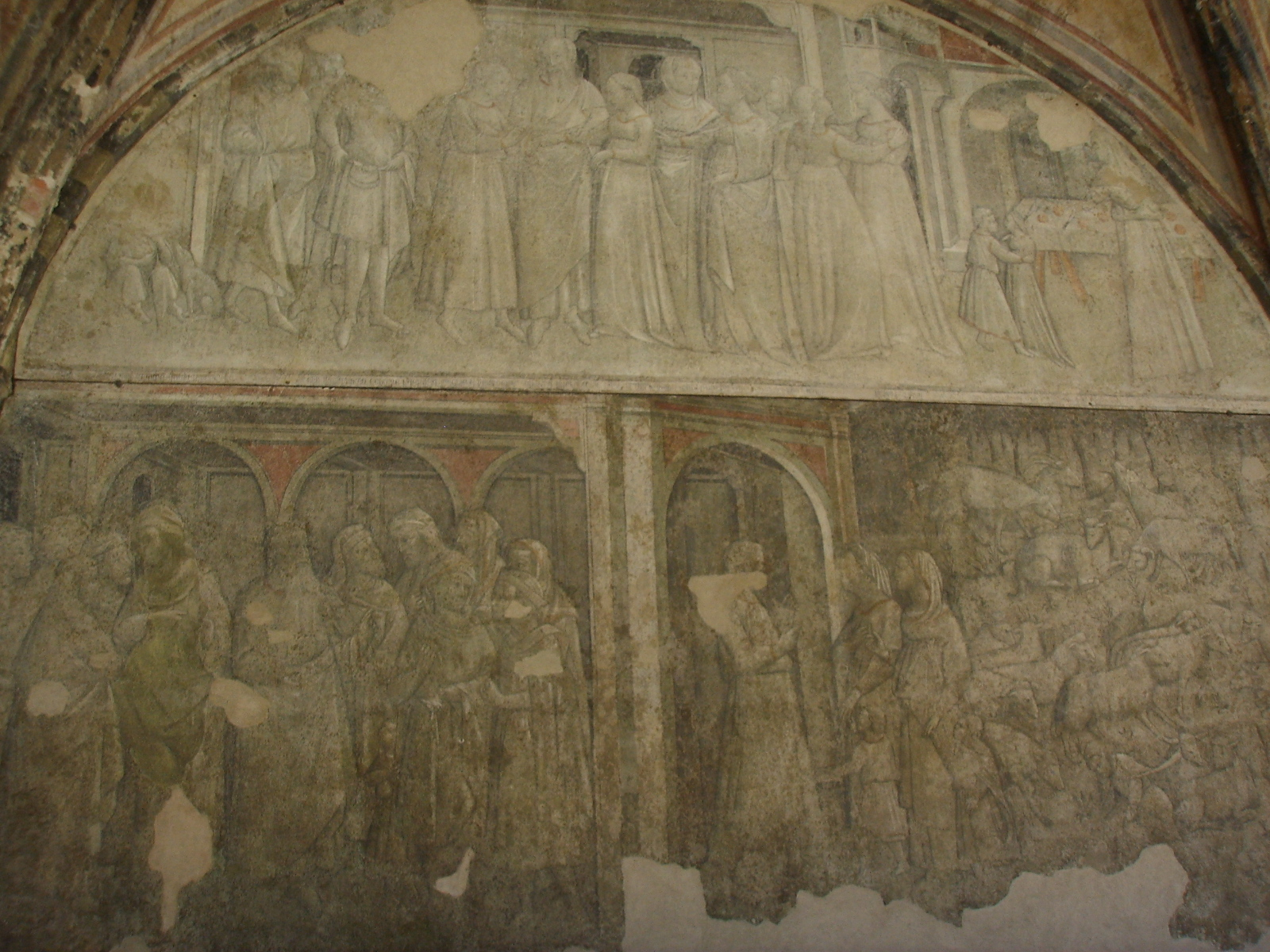
Fresque d'Uccello.

- Le Cloître des Morts avec :
  - La Cappella di Sant'Anna, avec la Storie di Sant'Anna e di Maria, et les fresques du cercle de Nardo di Cione (1345-1355).
  - La Cappella di San Paolo, avec la Crocefissione et San Domenico, fresques de l'école d'Andrea Orcagna.

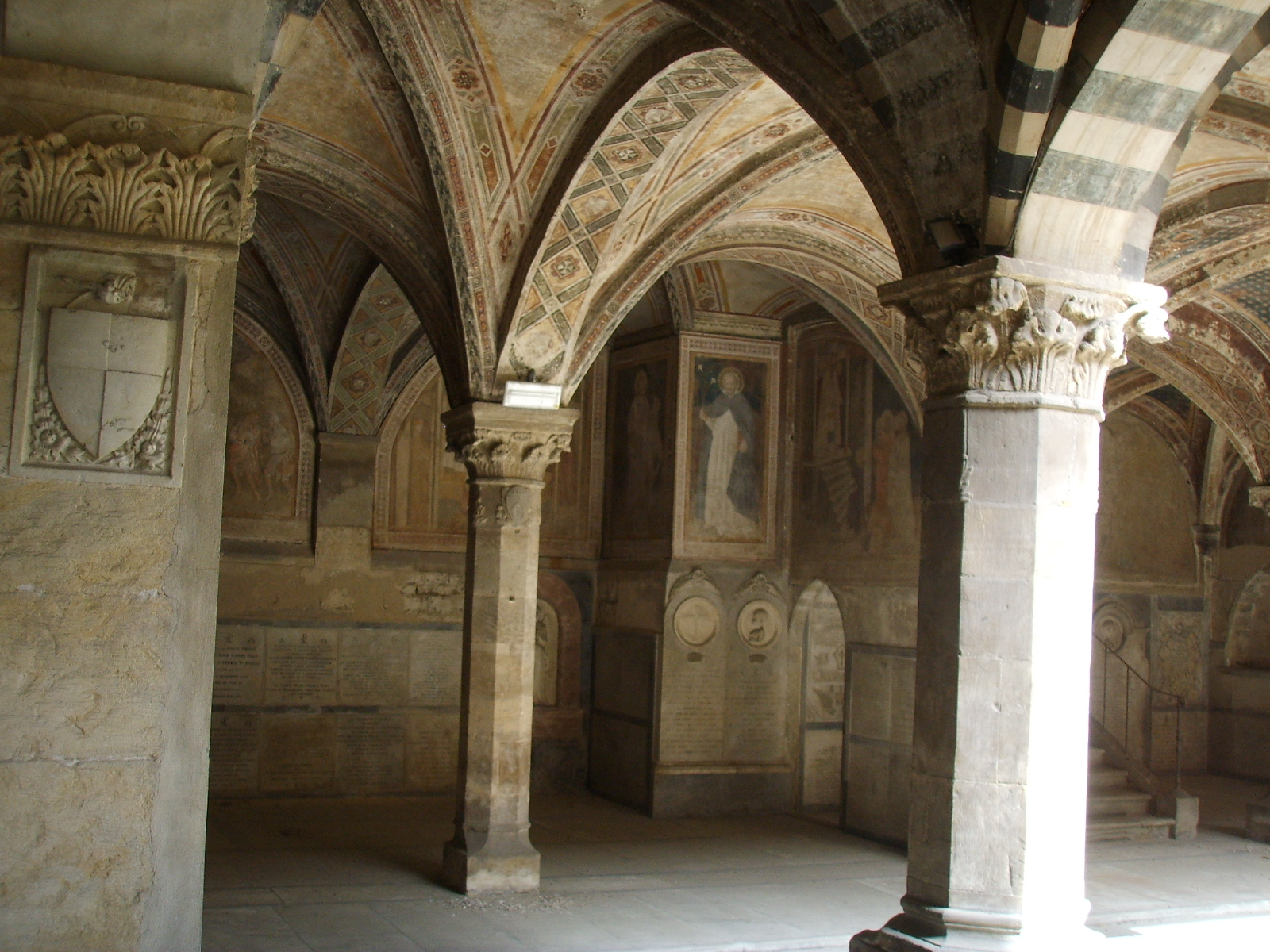
Le Chiostro dei Morti.
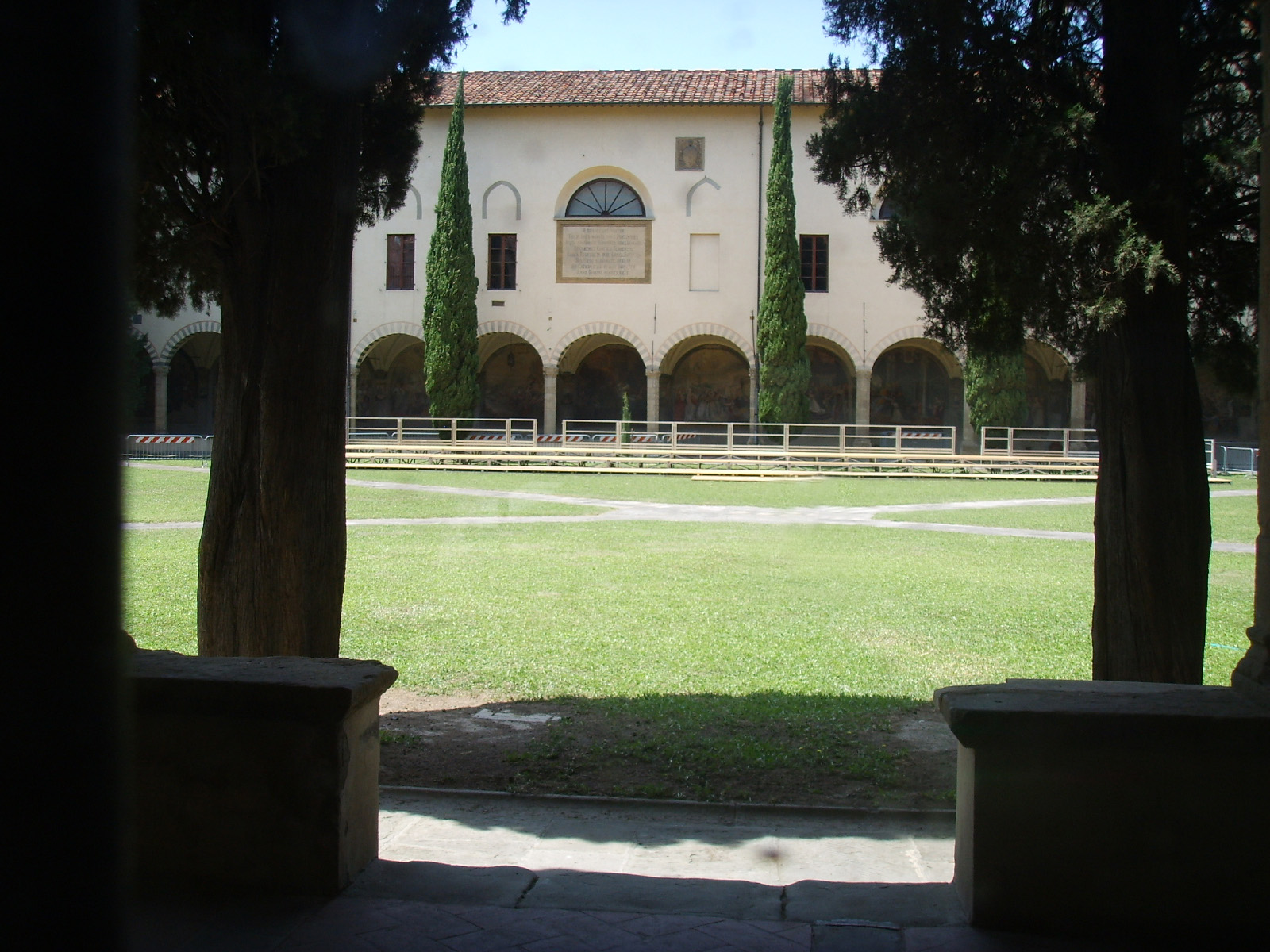
Le Chiostro grande.

- Le Grand Cloître est le plus grand de la ville, construit entre 1562 et 1592 par l'architecte Giulio Parigi pour Éléonore de Tolède (fresques des Storie di Cristo e di santi domenicani par les artistes florentins Poccetti, Santi di Tito, Lodovico Cigoli, Alessandro Allori, Ludovico Buti, etc.)

## La chapelle des Espagnols
La chapelle des Espagnols (ou Cappellone degli Spagnoli) est l'ancienne salle capitulaire du monastère. Elle tient son nom des Espagnols de la suite de Éléonore de Tolède, épouse de Cosme Ier de Toscane  qui la fréquentèrent au XVIe siècle. Elle est située du côté nord du Chiostro Verde. Sa construction, par Talenti, débuta vers 1343 et fut finie en 1345. Elle a été décorée de 1365 à 1367 par Andrea di Bonaiuto, dit Andrea de Florence, et ses aides. Le sujet en aurait été donné par le prieur Jacopo Passavanti. La grande fresque sur le mur droit met en scène l'allégorie de l'Église Triomphante et de l'ordre dominicain (domine cane, les chiens du seigneur surveillant le troupeau de brebis).  

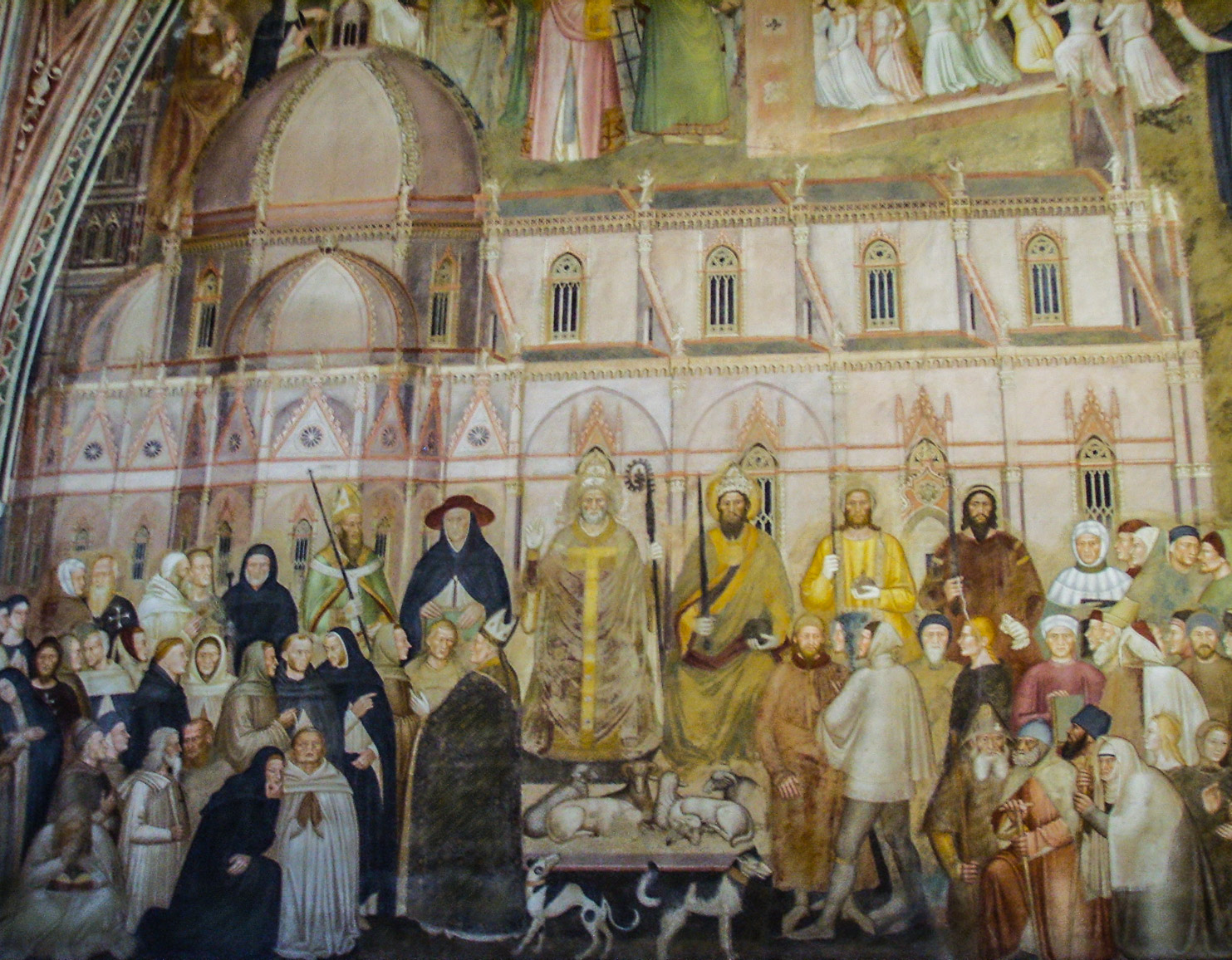
L'archevêque Simone Saltarelli  aux pieds d'Innocent VI.
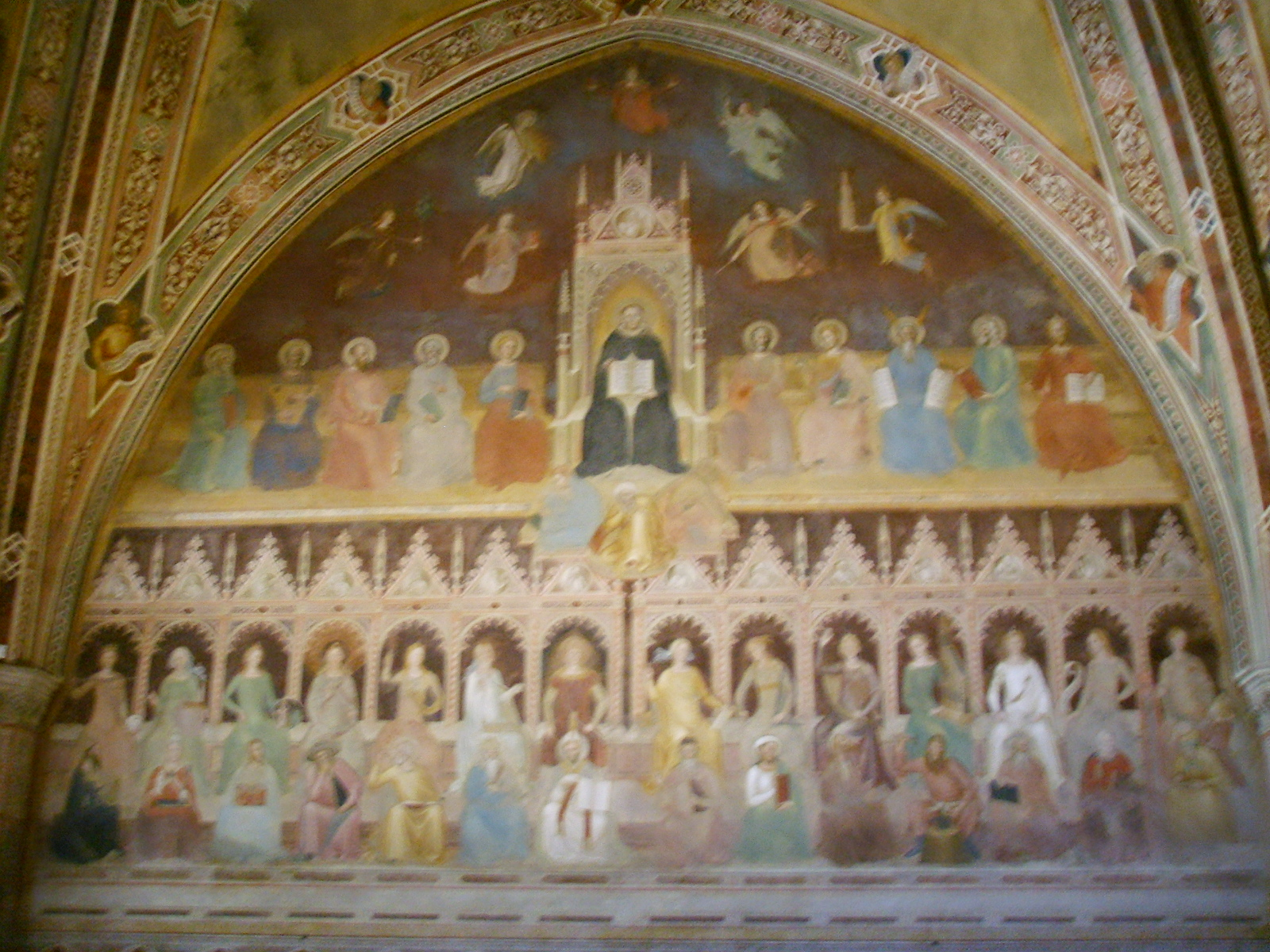
Fresques du  Cappellone degli Spagnoli.

Pendant longtemps, il fut dit que les personnages de cette fresque étaient le pape Benoît IX, le cardinal dominicain Niccolò Alberti, le comte Guido di Poppi, Arnolfo di Cambio et le poète Pétrarque. En fait, Joachim Poeschke (de) a démontré qu'il s'agissait du pape Innocent VI, du cardinal Gil Álvarez Carrillo de Albornoz, de l'empereur Charles IV, du comte Amédée VI de Savoie et de Pierre Ier de Lusignan, roi de Chypre. Devant eux se trouve l'archevêque Simone Saltarelli, frère dominicain et commanditaire de la chapelle, en train d'admonester Michele da Cesena, général des franciscains, et Guillaume d'Ockham, dit le « docteur invincible ».

## Les annexes
- Le réfectoire est devenu l'espace d'exposition d'objets religieux : reliquaires, peintures (cenacolo d'Alessandro Allori)
- La chapelle des Papes

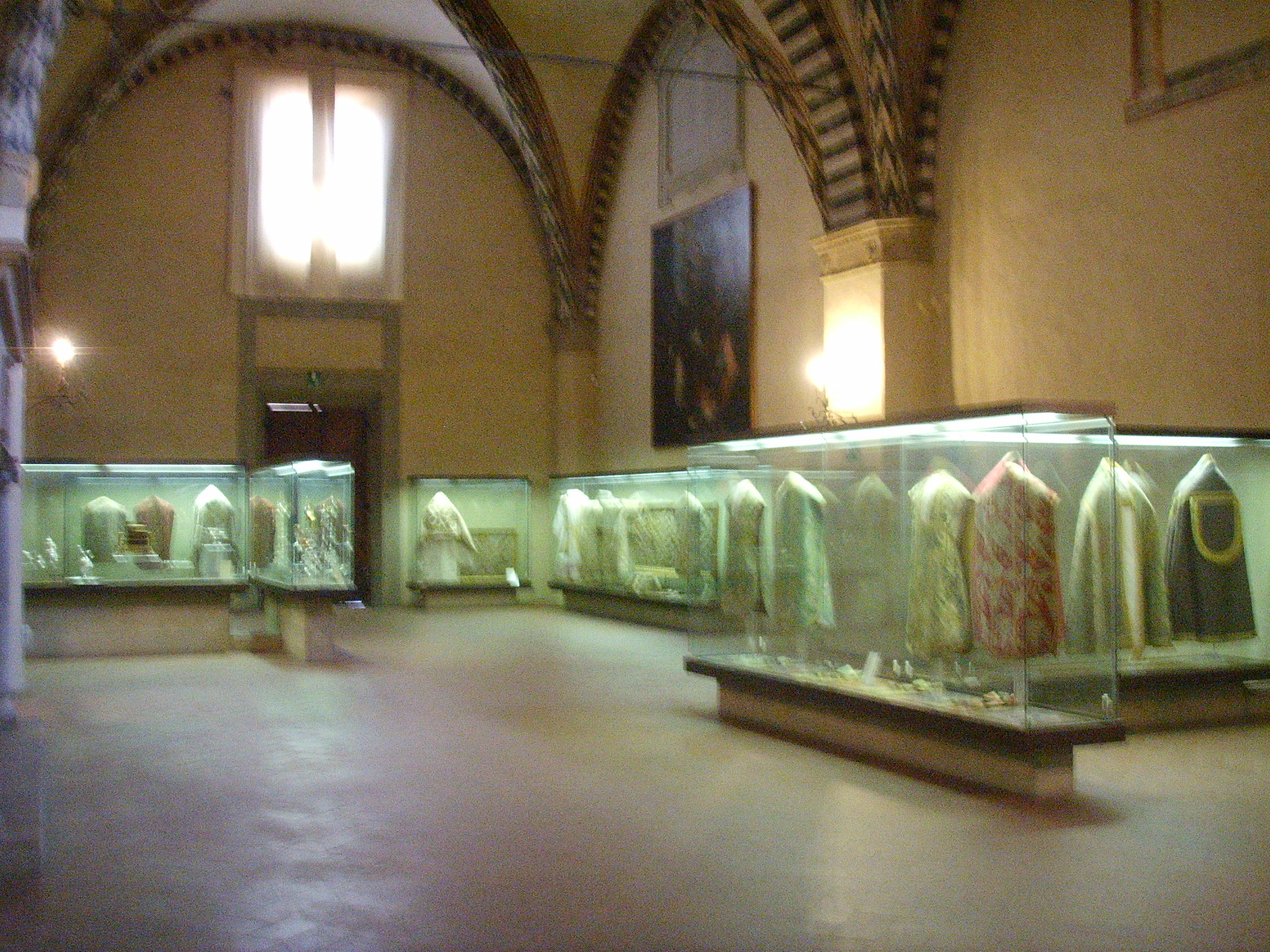
Le réfectoire et ses vitrines.
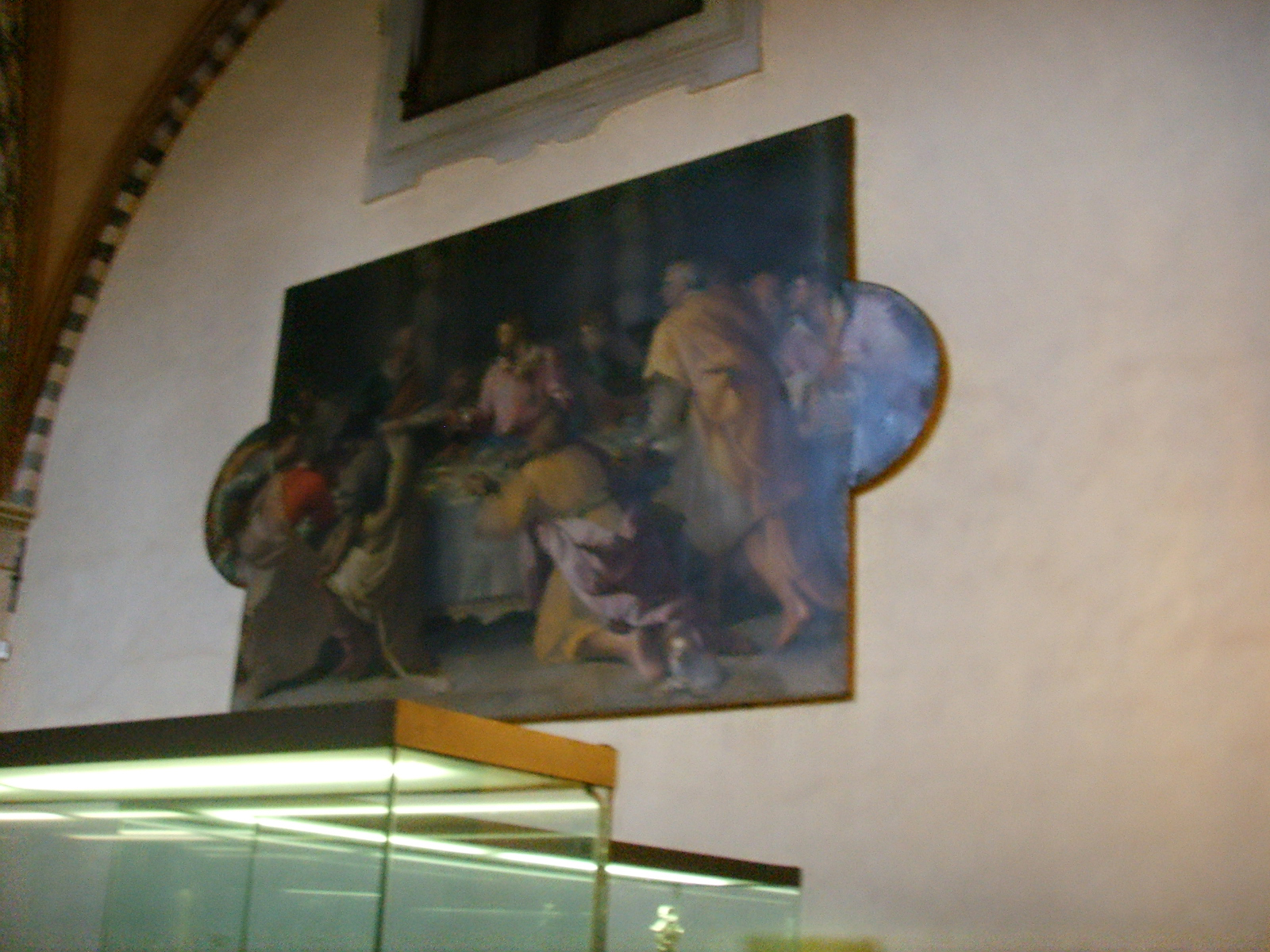
Partie restée intacte du  cenacolo d'Alessandro Allori.

- La pharmacie (Officina profumo-farmaceutica di Santa Maria Novella) n'est plus accessible par ces voies depuis que l'ensemble est devenu espace muséal, bien qu'elle soit devenu musée et inscrite sur les rôles du couvent.